# Påsalö
Påsalö (uttal: [poːsal], finska: Paasisalo), är en ö i Lovisa stad (före 2010 Pernå kommun) i Nyland.

## Etymologi
Efterleden av namnet, -salö, visar att det för många år sedan talades finska i området. I gamla urkunder finns inget -ö på slutet. Ö:et har tillkommit när svenskspråkiga skrivare har försökt göra de ursprungliga finska namnen mer förståeliga och logiska. Därför förekommer den namnformen huvudsakligen i skrift och inte i talspråk. Påsalö har troligen hetat Paasisalo (Klippön) på fornfinska. På samma sätt kan man hitta andra namn längs med Finlands kust som till exempel Hirsalö, Kejvsalö, Emsalö och Simsalö.

## Geografi
Påsalö ligger i Pernåviken (Pernajanlahti) som sträcker sig från Finska viken förbi Kejvsalö och Påsalö in mot Pernå och Forsby ås mynning. Området mellan Påsalö och Pernåvikens västra strand heter Påsalöfjärden. Öster om Påsalö ligger Strömslandet och Tjuvö. I söder ligger Käldö och i väster ligger flera mindre holmar som Granö, Sandholmen, Klovholmarna och Ängesholmen.
Själva ön är bergig och stenig. Högsta punkten är 35 meter över havet och stupar brant ner i havet vid öns västra sida. Påsalö har tidigare varit två öar som vuxit samman i ett näs som kallas ”Vadet”. Söder om Vadet ligger Tarmviken som separerar öns båda delar. Den östra delen av ön är långsmal och sträcker sig drygt 2,5 km i nord-sydlig riktning. Längst i söder ligger Pinnarudden. Den delen av ön är obebyggd och täcks till hälften av ett naturskyddsområde. Byn ligger vid Norrviken på den västra delen av ön där holmarna Hönsholmen och Hället bildar en delvis skyddad hamnvik.

## Klimat
Inlandsklimat råder i trakten. Årsmedeltemperaturen i trakten är 4 °C. Den varmaste månaden är augusti, då medeltemperaturen är 16 °C, och den kallaste är januari, med −9 °C.